# Friedrich Kern
Friedrich Kern ( * 1850 -1925, Hirschberg, Silesia ) fue un botánico briólogo, y explorador alemán.
Realizó extensas exploraciones por los Alpes italianos, encontrando por ej. la Grimmia limprichtii, que luego se extravió completamente, siendo nuevamente redescubierta en 1993.
Fue profesor y rector de la Universidad en Breslau. Llegó a constituir un importante herbario, que donó y actualmente se encuentra en Lucerna.
- La abreviatura «Kern» se emplea para indicar a Friedrich Kern como autoridad en la descripción y clasificación científica de los vegetales.[3]

Publicaba habitualmente sus identificaciones y clasificaciones de nuevas especies en Sched. Fl. Austro-Hung.